# Ormonde Maddock Dalton
Ormonde Maddock Dalton (* 3. Januar 1866 in Cardiff; † 2. Februar 1945 in Holford, Somerset) war ein britischer Archäologe und Museumskurator am British Museum. Üblicherweise veröffentlichte er seine Werke als O. M. Dalton, schrieb jedoch auch unter dem Pseudonym W. Compton Leith.

## Leben
Ormond Maddock Dalton wurde als Kind des Anwalts Thomas Masters Dalton und der mit ihm verheirateten Emily Mansworth, geboren. Er erhielt seine Ausbildung an der Harrow School (1878–1884) und am New College (1884–1888) der University of Oxford und unternahm anschließend Reisen durch Europa und auf eine Kaffeeplantage seines Bruders in der damaligen britischen Kolonie Indien. Nach seiner Rückkehr 1893 war Dalton zunächst an der Abbotsholme School in Derbyshire als Lehrer tätig.
1895 begann er als Assistent für die Abteilung British and Medieval Antiquities des British Museum in London unter Leitung von Augustus Wollaston Franks zu arbeiten. 1909 wurde er Assistant Keeper, von 1921 bis zu seinem Ruhestand im Januar 1928 leitete er als Nachfolger von Charles Hercules Read die Abteilung als Keeper. War er zunächst für das ethnographische Material der Abteilung zuständig, so beschäftigte er sich ab ca. 1900 überwiegend mit den spätantiken, byzantinischen und mittelalterlichen Objekten des Museums, die er in mustergültigen Bestandskatalogen und Führern vorlegte. Seine Überblickswerke zur frühchristlichen und byzantinischen Kunst (1911, 1925) blieben für lange Zeit Standardwerke im englischen Sprachraum.
Während des Ersten Weltkriegs arbeitete Dalton in kartographischer Tätigkeit für die britische Admiralität. Ein Autounfall und eine anschließende Genesungsperiode beendeten dieses Engagement vorzeitig. Vor diesem Hintergrund entstand auch sein unter Pseudonym veröffentlichter Text Domus doloris („Haus des Schmerzes“, 1919), in welchem er die Auswirkung körperlichen Leidens auf die geistige Disziplin beschreibt.
Sein Sozialleben wird als von einer unüberwindbaren Schüchternheit geprägt beschrieben; erst im Ruhestand (ab 1928) begann Dalton vereinzelt Gäste zu empfangen. Er lebte zunächst in Bath, ab 1940 in einem Landhaus in Somerset, wo er 1945 starb. Sein Erbe vermachte der zeitlebens unverheiratete Dalton dem New College der Universität Oxford zwecks Stiftung eines Forschungsstipendiums.
1895 wurde er Fellow des Royal Anthropological Institute of Great Britain and Ireland, 1899 Fellow der Society of Antiquaries of London (FSA) und 1922 Fellow der British Academy (FBA).

## Schriften (Auswahl)
- mit Charles Hercules Read: Antiquities from the city of Benin and from other parts of West Africa in the British Museum. London 1899 (Digitalisat).
- Catalogue of Early Christian Antiquities and Objects from the Christian East in the Department of British and Mediaeval Antiquities and Ethnography of the British Museum. London 1901; archive.org.
- Guide to the Early Christian and Byzantine Antiquities. London 1903; archive.org.
- The Treasure of the Oxus, with other objects from ancient Persia and India. London 1905; archive.org.
- A Guide to the Mediaeval Room and to the specimens of mediaeval and later times in the Gold Ornament Room. London 1907; Textarchiv – Internet Archive.
- Catalogue of the ivory carvings of the Christian era with examples of Mohammedan art and carvings in bone in the Department of British and Mediaeval Antiquities and Ethnography of the British Museum. London 1909; archive.org.
- mit Thomas Athol Joyce: Handbook to the Ethnographical Collections. London 1910; archive.org.
- Byzantine Art and Archaeology. Oxford 1911; archive.org.
- Catalogue of the finger rings, early Christian, Byzantine, Teutonic, Mediaeval and later bequeathed by Sir Augustus Wollaston Franks, in which are included the other rings of the same periods in the museum. London 1912; archive.org.
- Catalogue of Engraved Gems of Post-Classical Periods. London 1915.
- Guide to Medieval Antiquities and Objects of Later Date. London 1924.
- East Christian Art. A Survey of Monuments. Oxford 1925.
- The Treasure of the Oxus with other Examples of Early Oriental Metal-Work. London 1926, 3. Auflage 1964.

belletristische Werke als W. Compton Leith
- Apologia diffidentis. 1908
- Sirenica. London 1913; Textarchiv – Internet Archive.
- Domus doloris. New York / London 1919; archive.org.

Übersetzungen ins Englische
- The letters of Sidonius. Translated, with introduction and notes. 2 Bände. Clarendon Press, Oxford 1915.
- mit Hermann Justus Braunholtz: Josef Strzygowski, Origin of Christian Church Art. Clarendon Press, Oxford 1923; Textarchiv – Internet Archive.
- Gregory of Tours. The History of the Franks. 2 Bände. Clarendon Press, Oxford 1927.